# John William Harshberger
John William Harshberger ( * 1869 - 1929 ) fue un botánico, ecólogo, explorador estadounidense .
Se graduó en 1888 de la "Central High School de Filadelfia" con el grado de Bachiller de Artes. En 1892 Harshberger obtiene su B.S.; y su Ph.D. en 1893. Luego de su graduación, la Universidad lo nombra Instructor en botánica, biología y
zoología. Y fue profesor Asistente en 1907 y profesor titular de botánica en 1911.
Realizó extensas expediciones botánicas, por Norteamérica, en los estados del Este y de Noroeste, sur de Florida, Alaska, Arizona, Utah, California, México. Luego las extendió a Europa, Brasil, Argentina, Chile.
Estudió distintas culturas que empleaban las plantas de muchas maneras, siendo pionero en los estudios etnobotánicos: término acuñado por él.

## Algunas publicaciones[2]
- Autobiography: "The Life and Work of John W. Harshberger, Ph.D.", with notes and clippings, 1928-1929.
- 1892.  "An Abnormal Development of the Inflorescence of Dionaea"
- 1893. Maize: A Botanical and Economic Study. En Contributions from the Botanical Laboratory of the University of Pennsylvania, vol. 1, N.º 2
- 1899. The Botanists of Philadelphia and Their Works . T.C. Davis and Sons: Filadelfia, PA, USA
- 1900. "An Ecological Study of the New Jersey Strand Flora"
- 1911. Phytogeographic Survey of North America
- 1913. Phytogeographic Survey of North America
- 1914. The Vegetation of South Florida
- 1915. Maps, Vegetation of the Pine-Barrens of the Southern Part of New Jersey". Vault, Map File 20
- 1916. The Vegetation of the New Jersey Pine Barrens
- 1917. Text-book of Mycology and Plant Pathology
- 1920. Text-book of Pastoral and Agricultural Botany

- La abreviatura «Harshb.» se emplea para indicar a John William Harshberger como autoridad en la descripción y clasificación científica de los vegetales.[3]